# Premios Marcel Bezençon
Los Premios Marcel Bezençon son galardones anuales otorgados en reconocimiento a las mejores canciones que compiten en la gran final del Festival de la Canción de Eurovisión, llamados así en honor a Marcel Bezençon, expresidente de la Unión Europea de Radiodifusión (UER), más conocido como "el padre de Eurovisión", ya que fue quien propuso la realización del festival en el año 1955. Fueron fundados por el cantante Christer Björkman (representante de Suecia en el Festival de Eurovisión 1992, jefe de la delegación sueca hasta el año 2021) y por Richard Herrey (también representante de Suecia como miembro del grupo Herreys, ganador en el Festival de Eurovisión 1984).
La primera entrega fue llevada a cabo durante el Festival de Eurovisión 2002, que tuvo lugar en la ciudad de Tallin (Estonia).
Hasta el Festival de Eurovisión 2008 se entregaban en la fiesta posterior a la final. Desde el Festival de Eurovisión 2009, los trofeos se entregan el día de la final, antes de la gala.

## Categorías
Los Premios actuales están divididos en tres:
- Premio de la prensa (Press Award) (2002 - actualidad): la mejor actuación es votada por los medios de comunicación y prensa acreditados durante el evento.
- Premio artístico (Artistic Award) (2002 - actualidad): otorgado al mejor intérprete. Entre los Festivales de Eurovisión 2002 y 2009 era elegido por los anteriores ganadores. Desde el Festival de Eurovisión 2010 es otorgado por los comentaristas.
- Premio de los compositores (Composer Award) (2004 - actualidad): mediante un jurado conformado por los compositores participantes, votan a la mejor y más original composición del año.

## Ganadores

### Premio de la prensa
| Año  | País                | Canción                         | Intérprete                            | Final | Puntos | Ciudad anfitriona | Ref.   |
| ---- | ------------------- | ------------------------------- | ------------------------------------- | ----- | ------ | ----------------- | ------ |
| 2002 | Francia             | "Il faut du temps"              | Sandrine François                     | 5     | 104    | Tallin            |        |
| 2003 | Turquía             | "Everyway That I Can"           | Sertab Erener                         | 1     | 167    | Riga              |        |
| 2004 | Serbia y Montenegro | "Lane moje" (Лане моје)         | Željko Joksimović                     | 2     | 263    | Estambul          |        |
| 2005 | Malta               | "Angel"                         | Chiara                                | 2     | 192    | Kiev              |        |
| 2006 | Finlandia           | "Hard Rock Hallelujah"          | Lordi                                 | 1     | 292    | Atenas            |        |
| 2007 | Ucrania             | "Dancing Lasha Tumbai"          | Verka Serduchka                       | 2     | 235    | Helsinki          |        |
| 2008 | Portugal            | "Senhora do mar (Negras águas)" | Vânia Fernandes                       | 13    | 69     | Belgrado          | [ 1 ]  |
| 2009 | Noruega             | "Fairytale"                     | Alexander Rybak                       | 1     | 387    | Moscú             | [ 2 ]  |
| 2010 | Israel              | "Milim" (מילים)                 | Harel Skaat                           | 14    | 71     | Oslo              | [ 3 ]  |
| 2011 | Finlandia           | "Da Da Dam"                     | Paradise Oskar                        | 21    | 57     | Düsseldorf        | [ 4 ]  |
| 2012 | Azerbaiyán          | "When the Music Dies"           | Sabina Babayeva                       | 4     | 150    | Bakú              | [ 5 ]  |
| 2013 | Georgia             | "Waterfall"                     | Nodiko Tatishvili and Sophie Gelovani | 15    | 50     | Malmö             | [ 6 ]  |
| 2014 | Austria             | "Rise Like a Phoenix"           | Conchita Wurst                        | 1     | 290    | Copenhague        | [ 7 ]  |
| 2015 | Italia              | "Grande amore"                  | Il Volo                               | 3     | 292    | Viena             | [ 8 ]  |
| 2016 | Rusia               | "You Are the Only One"          | Sergey Lazarev                        | 3     | 491    | Estocolmo         | [ 9 ]  |
| 2017 | Italia              | "Occidentali's Karma"           | Francesco Gabbani                     | 6     | 334    | Kiev              | [ 10 ] |
| 2018 | Francia             | "Mercy"                         | Madame Monsieur                       | 13    | 173    | Lisboa            | [ 11 ] |
| 2019 | Países Bajos        | "Arcade"                        | Duncan Laurence                       | 1     | 498    | Tel Aviv          | [ 12 ] |
| 2021 | Francia             | "Voilà"                         | Barbara Pravi                         | 2     | 499    | Rotterdam         | [ 13 ] |
| 2022 | Reino Unido         | "Space Man"                     | Sam Ryder                             | 2     | 466    | Turín             | [ 14 ] |
| 2023 | Suecia              | "Tattoo"                        | Loreen                                | 1     | 583    | Liverpool         | [ 15 ] |
| 2024 | Croacia             | "Rim Tim Tagi Dim"              | Baby Lasagna                          | 2     | 547    | Malmö             | [ 16 ] |
| 2025 | Francia             | "Maman"                         | Louane                                | 7     | 230    | Basel             | [ 16 ] |

### Premio Artístico

#### Elegido por los ganadores anteriores
| Año  | País         | Intérprete       | Canción                    | Dirección escénica | Final | Puntos | Ciudad anfitriona | Ref.  |
| ---- | ------------ | ---------------- | -------------------------- | ------------------ | ----- | ------ | ----------------- | ----- |
| 2002 | Suecia       | Afro-dite        | "Never Let It Go"          |                    | 8     | 72     | Tallin            |       |
| 2003 | Países Bajos | Esther Hart      | "One More Night"           |                    | 13    | 45     | Riga              |       |
| 2004 | Ucrania      | Ruslana          | "Wild Dances"              |                    | 1     | 280    | Estambul          |       |
| 2005 | Grecia       | Helena Paparizou | "My Number One"            | Fokas Evangelinos  | 1     | 230    | Kiev              |       |
| 2006 | Suecia       | Carola           | "Invincible"               |                    | 5     | 170    | Atenas            |       |
| 2007 | Serbia       | Marija Šerifović | "Molitva" (Молитва)        | Gorčin Stojanović  | 1     | 268    | Helsinki          |       |
| 2008 | Ucrania      | Ani Lorak        | "Shady Lady"               | Fokas Evangelinos  | 2     | 230    | Belgrado          | [ 1 ] |
| 2009 | Francia      | Patricia Kaas    | "Et s'il fallait le faire" |                    | 8     | 107    | Moscú             | [ 2 ] |

#### Elegido por los comentaristas
Desde el Festival de Eurovisión 2010, los comentaristas reemplazaron a los ganadores anteriores para elegir a los ganadores.
| Año  | País         | Intérprete         | Canción                | Dirección escénica                               | Final | Puntos | Ciudad anfitriona | Ref.   |
| ---- | ------------ | ------------------ | ---------------------- | ------------------------------------------------ | ----- | ------ | ----------------- | ------ |
| 2010 | Israel       | Harel Skaat        | "Milim" (מילים)        | Doron Medalie                                    | 14    | 71     | Oslo              | [ 3 ]  |
| 2011 | Irlanda      | Jedward            | "Lipstick"             | Brian Friedman                                   | 8     | 119    | Düsseldorf        | [ 4 ]  |
| 2012 | Suecia       | Loreen             | "Euphoria"             | Ambra Succi                                      | 1     | 372    | Bakú              | [ 5 ]  |
| 2013 | Azerbaiyán   | Farid Mammadov     | "Hold Me"              | Fokas Evangelinos                                | 2     | 234    | Malmö             | [ 6 ]  |
| 2014 | Países Bajos | The Common Linnets | "Calm After the Storm" | Hans Pannecoucke                                 | 2     | 238    | Copenhague        | [ 7 ]  |
| 2015 | Suecia       | Måns Zelmerlöw     | "Heroes"               | Fredrik "Benke" Rydman                           | 1     | 365    | Viena             | [ 8 ]  |
| 2016 | Ucrania      | Jamala             | "1944"                 | Kostiantyn Tomilchenko and Oleksandr Bratkovskyi | 1     | 534    | Estocolmo         | [ 9 ]  |
| 2017 | Portugal     | Salvador Sobral    | "Amar pelos dois"      | Luísa Sobral                                     | 1     | 758    | Kiev              | [ 10 ] |
| 2018 | Chipre       | Eleni Foureira     | "Fuego"                | Sacha Jean-Baptiste                              | 2     | 436    | Lisboa            | [ 11 ] |
| 2019 | Australia    | Kate Miller-Heidke | "Zero Gravity"         | Philip Gleeson                                   | 9     | 285    | Tel Aviv          | [ 12 ] |
| 2021 | Francia      | Barbara Pravi      | "Voilà"                | Marika Prochet                                   | 2     | 499    | Rotterdam         | [ 13 ] |
| 2022 | Serbia       | Konstrakta         | "In corpore sano"      | Jasmin Cvišić and Miodrag Kolarić                | 5     | 312    | Turín             | [ 14 ] |
| 2023 | Suecia       | Loreen             | "Tattoo"               | Anders Wistbacka                                 | 1     | 583    | Liverpool         | [ 15 ] |
| 2024 | Suiza        | Nemo               | "The Code"             | Fredrik Rydman                                   | 1     | 591    | Malmö             | [ 16 ] |
| 2025 | Francia      | Louane             | "Maman"                | Louane                                           | 7     | 230    | Basel             | [ 17 ] |

### Premio de los compositores
Este se empezó a otorgar en el Festival de Eurovisión 2004, reemplazando al Premio de los Fans.
| Año  | País                 | Canción                 | Compositor/es Letra (l) / Música (m)                                                                            | Intérprete                | Final | Puntos | Ciudad anfitriona | Ref.   |
| ---- | -------------------- | ----------------------- | --- | ------------------------- | ----- | ------ | ----------------- | ------ |
| 2004 | Chipre               | "Stronger Every Minute" | Mike Konnaris (m & l)                                                                                           | Lisa Andreas              | 5     | 170    | Estambul          |        |
| 2005 | Serbia y Montenegro  | "Zauvijek moja"         | Slaven Knezović (m) and Milan Perić (l)                                                                         | No Name                   | 7     | 137    | Kiev              |        |
| 2006 | Bosnia y Herzegovina | "Lejla"                 | Željko Joksimović (m), Fahrudin Pecikoza (l) and Dejan Ivanović (l)                                             | Hari Mata Hari            | 3     | 229    | Atenas            |        |
| 2007 | Hungría              | "Unsubstantial Blues"   | Magdi Rúzsa (m) and Imre Mózsik (l)                                                                             | Magdi Rúzsa               | 9     | 128    | Helsinki          |        |
| 2008 | Rumania              | "Pe-o margine de lume"  | Andrei Tudor (m), Andreea Andrei (l) and Adina Șuteu (l)                                                        | Nico & Vlad               | 20    | 45     | Belgrado          | [ 1 ]  |
| 2009 | Bosnia y Herzegovina | "Bistra voda"           | Aleksandar Čović (m & l)                                                                                        | Regina                    | 9     | 106    | Moscú             | [ 2 ]  |
| 2010 | Israel               | "Milim" (מילים)         | Tomer Hadadi (m) and Noam Horev (l)                                                                             | Harel Skaat               | 14    | 71     | Oslo              | [ 3 ]  |
| 2011 | Francia              | "Sognu"                 | Daniel Moyne (m), Quentin Bachelet (m) and Jean-Pierre Marcellesi (l), Julie Miller (l)                         | Amaury Vassili            | 15    | 82     | Düsseldorf        | [ 4 ]  |
| 2012 | Suecia               | "Euphoria"              | Thomas G:son (m & l) and Peter Boström (m & l)                                                                  | Loreen                    | 1     | 372    | Bakú              | [ 5 ]  |
| 2013 | Suecia               | "You"                   | Robin Stjernberg (m & l), Linnea Deb (m & l), Joy Deb (m & l) and Joakim Harestad Haukaas (m & l)               | Robin Stjernberg          | 14    | 62     | Malmö             | [ 6 ]  |
| 2014 | Países Bajos         | "Calm After the Storm"  | Ilse DeLange (m & l), JB Meijers (m & l), Rob Crosby (m & l), Matthew Crosby (m & l) and Jake Etheridge (m & l) | The Common Linnets        | 2     | 238    | Copenhague        | [ 7 ]  |
| 2015 | Noruega              | "A Monster Like Me"     | Kjetil Mørland (m & l)                                                                                          | Mørland & Debrah Scarlett | 8     | 102    | Viena             | [ 8 ]  |
| 2016 | Australia            | "Sound of Silence"      | Anthony Egizii (m & l) and David Musumeci (m & l)                                                               | Dami Im                   | 2     | 511    | Estocolmo         | [ 9 ]  |
| 2017 | Portugal             | "Amar pelos dois"       | Luísa Sobral (m & l)                                                                                            | Salvador Sobral           | 1     | 758    | Kiev              | [ 10 ] |
| 2018 | Bulgaria             | "Bones"                 | Borislav Milanov (m & l), Trey Campbell (m & l), Joacim Persson (m & l), and Dag Lundberg (m & l)               | Equinox                   | 14    | 166    | Lisboa            | [ 11 ] |
| 2019 | Italia               | "Soldi"                 | Charlie Charles (m & l), Dario "Dardust" Faini (m & l), and Alessandro Mahmoud (m & l)                          | Mahmood                   | 2     | 472    | Tel Aviv          | [ 12 ] |
| 2021 | Suiza                | "Tout l'univers"        | Gjon Muharremaj (m & l), Xavier Michel (m & l), Wouter Hardy (m & l), and Nina Sampermans (m & l)               | Gjon's Tears              | 3     | 432    | Rotterdam         | [ 13 ] |
| 2022 | Suecia               | "Hold Me Closer"        | Cornelia Jakobsdotter (m & l), David Zandén (m & l), and Isa Molin (m & l)                                      | Cornelia Jakobs           | 4     | 438    | Turín             | [ 14 ] |
| 2023 | Italia               | "Due vite"              | E.D.D.(m), Davide Simonetta (m & l), Marco Mengoni (l) and Davide Petrella (l)                                  | Marco Mengoni             | 4     | 350    | Liverpool         | [ 15 ] |
| 2024 | Suiza                | "The Code"              | Benjamin Alasu (m & l), Lasse Midtsian Nymann (m & l), Linda Dale (m & l), Nemo Mettler (m & l)                 | Nemo                      | 1     | 591    | Malmö             | [ 16 ] |
| 2025 | Suiza                | "Voyage"                | Emily Middlemas (m & l), Tom Oehler (m & l), Zoë Anina Kressler (m & l)                                         | Zoë Më                    | 10    | 214    | Basel             | [ 17 ] |

### Premio de los fans
(Fan Award) fue entregado entre el Festival de Eurovisión 2002 y Festival de Eurovisión 2003. Votado por los miembros de OGAE, asociación internacional de fans. Fue reemplazado por el Premio de los Compositores desde el Festival de Eurovisión 2004.
En el Festival de Eurovisión 2008 se entregó un Premio especial llamado Poplight Fan Award y votado por fans de Eurovisión (ver en la tabla), que no se ha vuelto a otorgar desde entonces.
| Año  | País      | Intérprete        | Canción                  | Final | Puntos | Ciudad anfitriona | Ref.  |
| ---- | --------- | ----------------- | ------------------------ | ----- | ------ | ----------------- | ----- |
| 2002 | Finlandia | Laura Voutilainen | "Addicted to You"        | 20    | 24     | Tallin            |       |
| 2003 | España    | Beth              | "Dime"                   | 8     | 81     | Riga              |       |
| 2008 | Armenia   | Sirusho           | "Qélé, Qélé" (Քելե Քելե) | 4     | 199    | Belgrado          | [ 1 ] |

### Ganadores por país
| País                 | Total | Premio de la prensa | Premio artístico | Premio de los compositores | Premio de los fans |
| -------------------- | ----- | ------------------- | ---------------- | -------------------------- | ------------------ |
| Suecia               | 9     | 1                   | 5                | 3                          |                    |
| Francia              | 8     | 4                   | 3                | 1                          |                    |
| Países Bajos         | 4     | 1                   | 2                | 1                          |                    |
| Ucrania              | 4     | 1                   | 3                |                            |                    |
| Italia               | 4     | 2                   |                  | 2                          |                    |
| Suiza                | 4     |                     | 1                | 3                          |                    |
| Portugal             | 3     | 1                   | 1                | 1                          |                    |
| Finlandia            | 3     | 2                   |                  |                            | 1                  |
| Israel               | 3     | 1                   | 1                | 1                          |                    |
| Australia            | 2     |                     | 1                | 1                          |                    |
| Chipre               | 2     |                     | 1                | 1                          |                    |
| Noruega              | 2     | 1                   |                  | 1                          |                    |
| Azerbaiyán           | 2     | 1                   | 1                |                            |                    |
| Bosnia y Herzegovina | 2     |                     |                  | 2                          |                    |
| Serbia y Montenegro  | 2     | 1                   |                  | 1                          |                    |
| Serbia               | 2     |                     | 2                |                            |                    |
| Croacia              | 1     | 1                   |                  |                            |                    |
| Bulgaria             | 1     |                     |                  | 1                          |                    |
| Rusia                | 1     | 1                   |                  |                            |                    |
| Austria              | 1     | 1                   |                  |                            |                    |
| Georgia              | 1     | 1                   |                  |                            |                    |
| Irlanda              | 1     |                     | 1                |                            |                    |
| Rumania              | 1     |                     |                  | 1                          |                    |
| Armenia              | 1     |                     |                  |                            | 1                  |
| Hungría              | 1     |                     |                  | 1                          |                    |
| Malta                | 1     | 1                   |                  |                            |                    |
| Turquía              | 1     | 1                   |                  |                            |                    |
| Grecia               | 1     |                     | 1                |                            |                    |
| España               | 1     |                     |                  |                            | 1                  |
| Reino Unido          | 1     | 1                   |                  |                            |                    |